# Eleições europeias de 2024 (Áustria)
As eleições europeias de 2024 na Áustria foram realizadas a 9 de junho e serviram para eleger os 20 deputados nacionais para o Parlamento Europeu durante as eleições europeias. Pela primeira vez, um partido de extrema-direita, Partido da Liberdade da Áustria, venceu umas eleições nacionais na Áustria, ao conseguir 26% dos votos. 

## Representação parlamentar 2019-2024
A tabela mostra os deputados de acordo com a última informação do Parlamento Europeu:
| Partido Nacional | Partido Nacional              | Deputados | Grupo nacional | Grupo nacional                                    |
| ---------------- | ----------------------------- | --------- | -------------- | ------------------------------------------------- |
|                  | Partido Popular Austríaco     | 7 / 19    |                | Grupo do Partido Popular Europeu                  |
|                  | Partido Social-Democrata      | 5 / 19    |                | Aliança Progressista dos Socialistas e Democratas |
|                  | Partido da Liberdade          | 3 / 19    |                | Identidade e Democracia                           |
|                  | Os Verdes - Alternativa Verde | 3 / 19    |                | Verdes/Aliança Livre Europeia                     |
|                  | NEOS - A Nova Áustria         | 1 / 19    |                | Renovar a Europa                                  |

| Grupo nacional | Grupo nacional                                    | Deputados |
| -------------- | ------------------------------------------------- | --------- |
|                | Grupo do Partido Popular Europeu                  | 7 / 19    |
|                | Aliança Progressista dos Socialistas e Democratas | 5 / 19    |
|                | Identidade e Democracia                           | 3 / 19    |
|                | Verdes/Aliança Livre Europeia                     | 3 / 19    |
|                | Renovar a Europa                                  | 1 / 19    |

## Resultados Oficiais
| Partido                 | Partido                                | Votos     | %               | +/-   | Deputados | +/-     |
| ----------------------- | -------------------------------------- | --------- | --------------- | ----- | --------- | ------- |
|                         | Partido da Liberdade                   | 893 754   | 25,36 / 100,00  | 8,16  | 6 / 20    | 3       |
|                         | Partido Popular Austríaco              | 864 072   | 24,52 / 100,00  | 10,03 | 5 / 20    | 2       |
|                         | Partido Social-Democrata               | 818 287   | 23,22 / 100,00  | 0,67  | 5 / 20    | Estável |
|                         | Os Verdes - Alternativa Verde          | 390 503   | 11,08 / 100,00  | 3,00  | 2 / 20    | Estável |
|                         | NEOS - A Nova Áustria                  | 357 214   | 10,14 / 100,00  | 1,70  | 2 / 20    | 1       |
|                         | Partido Comunista da Áustria           | 104 245   | 2,96 / 100,00   | 2,16  | 0 / 20    | Estável |
|                         | DNA - Democrática, Neutral e Autêntica | 95 859    | 2,72 / 100,00   | Novo  | 0 / 20    | Novo    |
| Votos Inválidos         | Votos Inválidos                        | 60 548    | 1,69 / 100,00   | 0,26  |           |         |
| Total                   | Total                                  | 3 584 482 | 100,00 / 100,00 |       | 20 / 20   | 2       |
| Eleitorado/Participação | Eleitorado/Participação                | 6 372 204 | 56,25 / 100,00  | 3,52  |           |         |
| Fonte                   | Fonte                                  | [ 4 ]     | [ 4 ]           | [ 4 ] | [ 4 ]     | [ 4 ]   |

## Representação parlamentar (2024-2029)

### Partidos nacionais
| Partido | Partido                       | Deputados | Grupo parlamentar | Grupo parlamentar                                 |
| ------- | ----------------------------- | --------- | ----------------- | ------------------------------------------------- |
|         | Partido da Liberdade          | 6 / 20    |                   | Patriotas pela Europa                             |
|         | Partido Popular Austríaco     | 5 / 20    |                   | Grupo do Partido Popular Europeu                  |
|         | Partido Social-Democrata      | 5 / 20    |                   | Aliança Progressista dos Socialistas e Democratas |
|         | Os Verdes - Alternativa Verde | 2 / 20    |                   | Verdes/Aliança Livre Europeia                     |
|         | NEOS - A Nova Áustria         | 2 / 20    |                   | Renovar a Europa                                  |

### Grupos parlamentares
| Grupo parlamentar | Grupo parlamentar                                 | Deputados |
| ----------------- | ------------------------------------------------- | --------- |
|                   | Patriotas pela Europa                             | 6 / 20    |
|                   | Grupo do Partido Popular Europeu                  | 5 / 20    |
|                   | Aliança Progressista dos Socialistas e Democratas | 5 / 20    |
|                   | Verdes/Aliança Livre Europeia                     | 2 / 20    |
|                   | Renovar a Europa                                  | 2 / 20    |